# Дицинкплутоний
Дицинкплутоний — бинарное неорганическое соединение
цинка и плутония
с формулой PuZn2,
кристаллы.

## Получение
- Сплавление стехиометрических количеств чистых веществ:

{\displaystyle {\mathsf {2Zn+Pu\ {\xrightarrow {935^{o}C}}\ PuZn_{2}}}}

## Физические свойства
Дицинкплутоний образует кристаллы
кубической сингонии,
пространственная группа F d3m,
параметры ячейки a = 0,7760÷0,7747 нм, Z = 8,
структура типа димедьмагния MgCu2
.
Соединение конгруэнтно плавится при температуре 935°С .